# Noardeast-Fryslân

Kommun Noardeast-Fryslân

Noardeast-Fryslân (västfrisiska; nederländska: Noordoost-Friesland) är en kommun i provinsen Friesland. Kommunens totala area är 516,45 km² (där 138,62 km² är vatten) och invånarantalet är på 45 222 invånare (2018).
Kommunen skapades den 1 januari 2019 av kommunerna Dongeradeel, Ferwerderadiel och Kollumerland en Nieuwkruisland.